# RKS Skra Warszawa

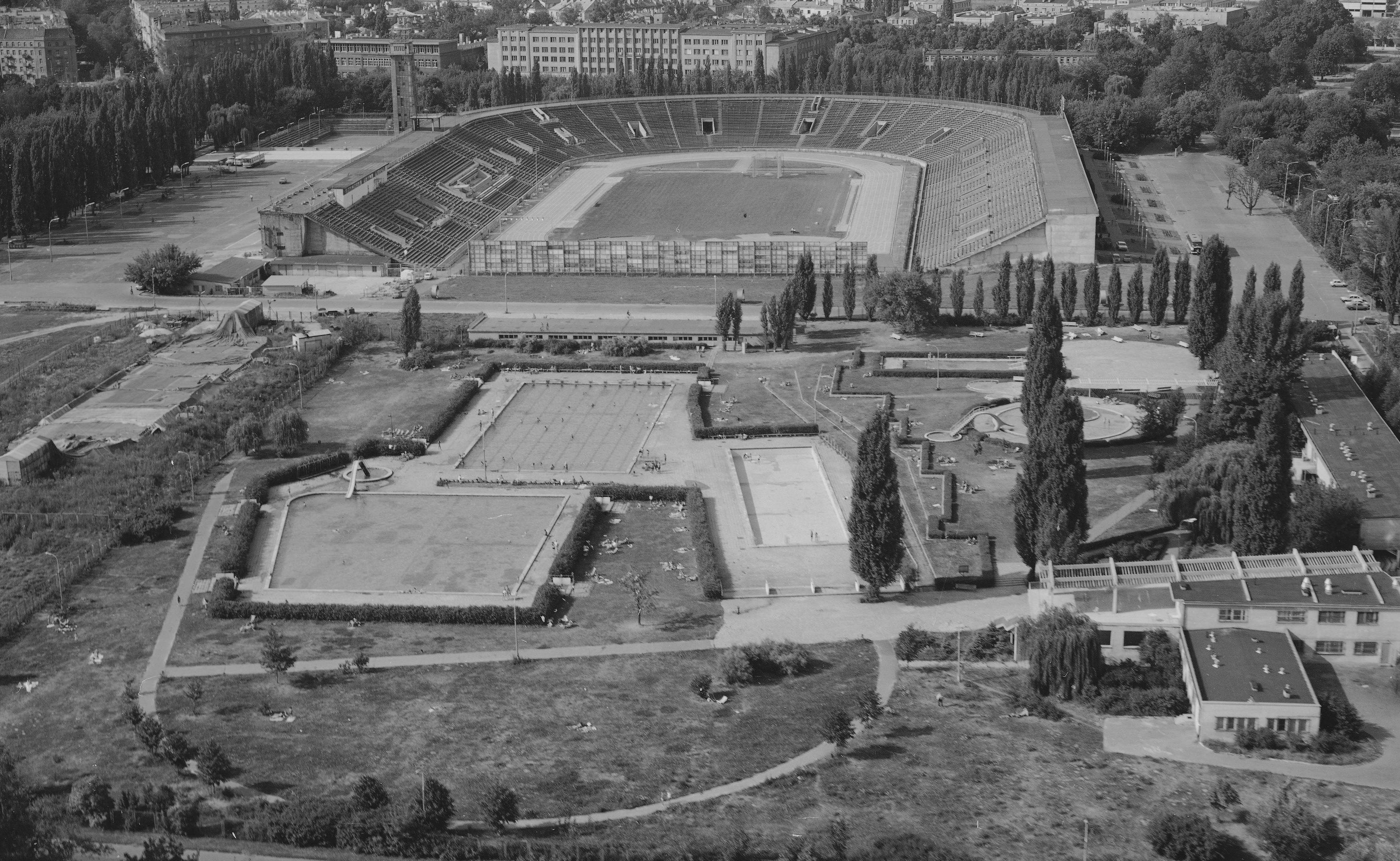
Kompleks sportowy Skry w latach 80. XX wieku

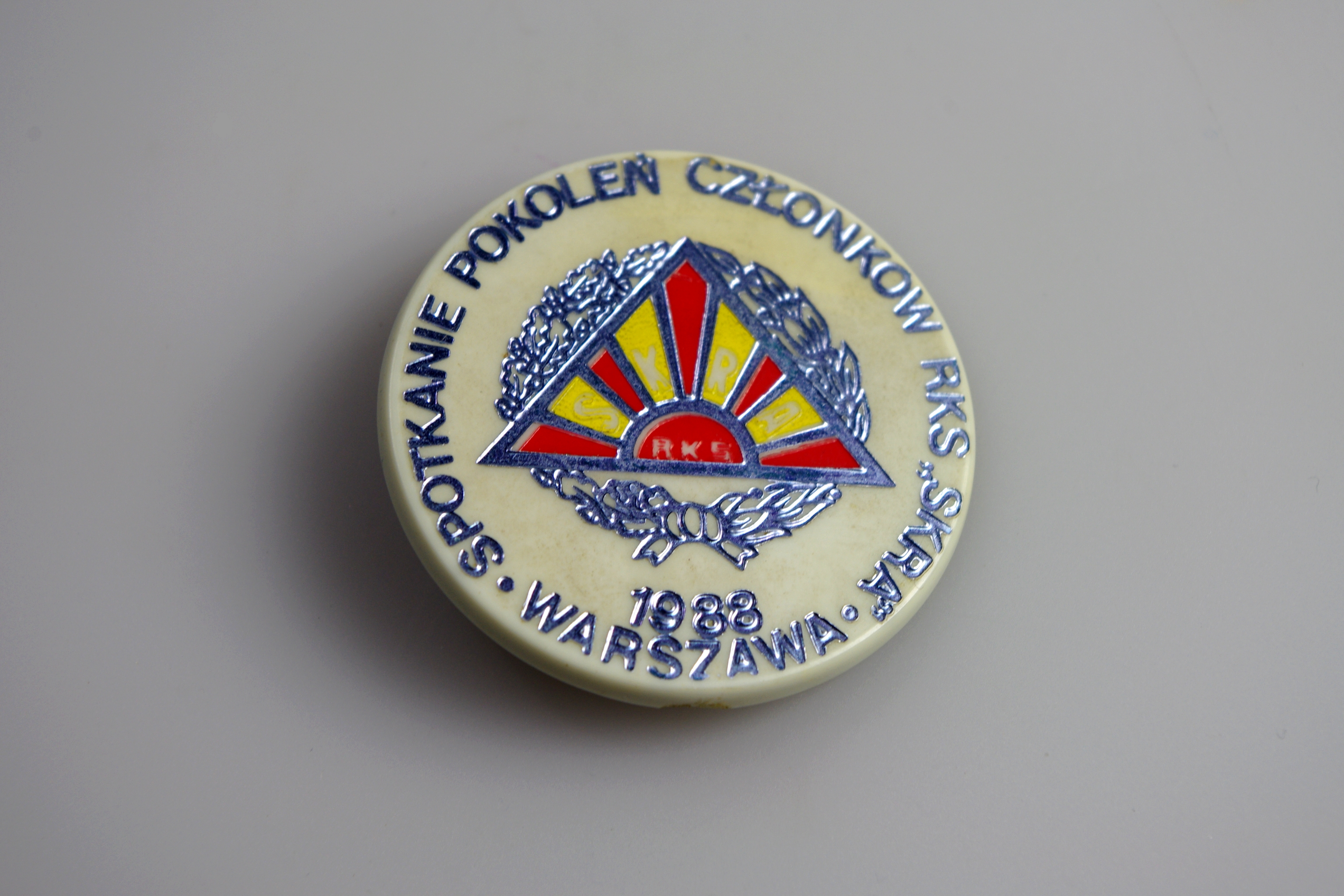
Wpinka ze Spotkania Pokoleń Członków RKS Skra Warszawa w 1988 r., która należała do przedwojennego piłkarza Stanisława Opasińskiego

RKS Skra Warszawa – wielosekcyjny klub sportowy mający siedzibę na stadionie lekkoatletycznym RKS Skra w Warszawie.

## Historia

### Chronologia nazw
- 1921: Sportowy Klub Robotniczo-Akademicki
- 1922: Robotniczy Klub Sportowy (RKS) Skra
- 1948: Klub Sportowy (KS) Związkowiec-Skra[a]
- 1949: Klub Sportowy (KS) Związkowiec-Skra[b]
- 1951: Terenowe Koło Sportowe (TKS) Budowlani Warszawa[c]
- 1956: Budowlany Klub Sportowy (BKS) Skra[d]
- II połowa lat 80. XX wieku: Robotniczy Klub Sportowy (RKS) Skra

W 1956 roku powstał Klub Sportowy Związku Spółdzielczości (KS ZS) Skra. Powstał z inicjatywy części zawodników oraz działaczy dawnej Skry. Nowo powstały klub wszedł nawet w posiadanie przedwojennych obiektów Skry przy ul. Okopowej. Zdecydowana większość ludzi powiązanych ze Skrą opowiedziała się za działaniem na terenach w powojennej siedzibie przy ul. Wawelskiej, gdzie w ramach FS „Budowlani” powstał klub BKS Skra. Wkrótce klub z ul. Okopowej zmienił nazwę.

### Powstanie
Inicjatorem powstania klubu był lekarz oraz działacz Polskiej Partii Socjalistycznej – Jerzy Michałowicz. Uważał on, że sport amatorski może mieć pozytywny wpływ na polepszenie sytuacji klasy robotniczej. W maju 1920, podczas kongresu PPS, podjęto uchwałę, że partia powinna krzewić kulturę fizyczną wśród młodzieży robotniczej oraz studenckiej. I tak pod patronatem PPS 17 grudnia 1921 oficjalnie otwarto klub, który miał stanowić wyraz sojuszu robotniczo-studenckiego. Jego pełna nazwa brzmiała: Sportowy Klub Robotniczo-Akademicki. Wśród założycieli, poza Michałowiczem (który zasiadł w zarządzie), znaleźli się m.in.: późniejszy lekarz, Feliks Iwicki, Szczepan Piotrowski (pierwszy prezes klubu), Ludwik Zantmam, Henryk Sztompka, Hanna Jabłońska, Aleksander Herman. Pierwszymi sekcjami były: piłkarska, bokserska i najbardziej popularna wśród studentów – szermiercza, jednak przez wzgląd na brak warunków, treningi odbywały się na pobliskich terenach zielonych i w okolicznych placówkach sportowych.
Pod koniec roku 1923, Skra otrzymała teren pod budowę własnego boiska oraz stadionu przy ul. Okopowej 43/47 w czworoboku ulic Okopowej i Mireckiego oraz cmentarzy żydowskiego i ewangelicko-augsburskiego, prace nad którymi zakończono 3 lata później, w 1926 roku.
W 1926 roku był jednym z klubów założycielskich Związku Robotniczych Stowarzyszeń Sportowych Rzeczypospolitej Polskiej. Innymi klubami były RTS „Widzew”, RKS „Marymont”, RTKS „Sarmata”, RKS Lwów i RKS „Siła-Janów”.
W 1937 klub zaprosił do siebie piłkarską reprezentację Basków, co miało stanowić wyraz solidarności z tym narodem, który w większości walczył po stronie Drugiej Republiki Hiszpańskiej w czasie hiszpańskiej wojny domowej. Niedługo po tym, sekcja kulturalna klubu dała pokaz tańców ludowych rewolucyjnej Hiszpanii.
Od listopada 1940 do grudnia 1941 stadion znajdował się w granicach warszawskiego getta. Stał się miejscem grobów indywidualnych i zbiorowych, a także egzekucji, co upamiętnia Pomnik Wspólnego Męczeństwa Żydów i Polaków przy ul. Gibalskiego.

### Lata powojenne
Po wojnie Skra utraciła zniszczony stadion przy ulicy Okopowej, jednak już w 1946 roku zreorganizowała swoją działalność, wymieniając pozostałości terenu na obszar u zbiegu ulic Żwirki i Wigury i Wawelskiej, gdzie przed wojną mieścił się stadion Warszawianki, a w czasie okupacji stacjonowała artyleria lotnicza.
Do 2003 roku działała sekcja siatkówki żeńskiej, w jej barwach występowały, m.in.: Małgorzata Glinka, Katarzyna Skowrońska, Joanna Szeszko, Julija Szełuchina, Magdalena Sadowska, Sylwia Pycia, Luiza Jarocka, Małgorzata Kozieł, Bożena Ślusarczyk, Monika Smák, Marta Solipiwko, Tatiana Woronina, Jolanta Studzienna, Mariola Zenik, Katarzyna Zabadała, Joanna Bednarek, Ewa Cabajewska.

## Osoby związane z klubem
W żółto-czerwonych barwach Skry występowali między innymi Hubert Wagner, Artur Partyka, Jacek Damszel oraz Anna Bukis. Klub posiada dwie prężnie działające sekcje – rugby i lekkoatletyka.
Prezesem klubu RKS Skra Warszawa jest Krzysztof Kaliszewski – główny trener kadry narodowej w rzucie młotem, a także trener Anity Włodarczyk.

## Zespoły ligowe

### Istniejące
RKS Skra Warszawa – męska drużyna rugby uczestnicząca w rozgrywkach ekstraligi.
Skra 1921 Warszawa - męski zespół piłki nożnej uczestniczący w rozgrywkach Klasy A.

### Nieistniejące
Skra Warszawa – męski zespół żużlowy uczestniczący w latach 1949–1959 wieku w rozgrywkach I oraz II ligi.
RKS Skra Warszawa – męska drużyna baseballu, 3-krotny mistrz Polski w latach 1990, 1993, 1994.
Skra Warszawa – żeński zespół piłki ręcznej. Zdobywca Pucharu Polski 1976. 3-krotny wicemistrz Polski.